# فالچن
فالچن (به انگلیسی: falchion) گونه‌ای شمشیر تک‌لبهٔ یک‌دستی اروپایی و شبیه دائوی چینی و قداره است. فالچن از سده‌های سیزده تا شانزدهم میلادی در مدل‌های گوناگون ساخته و مورد استفاده قرار گرفته شده‌است.
واژه انگلیسی فالچن از صورت فرانسوی (به فرانسوی: fauchon) وارد شده که خود آن هم ریشه در واژهٔ لاتین falx به معنای داس دارد.